# Julus otomitus
Julus otomitus är en mångfotingart som beskrevs av Henri Saussure 1859. Julus otomitus ingår i släktet Julus och familjen kejsardubbelfotingar. Inga underarter finns listade i Catalogue of Life.